# Daihatsu Copen
La Daihatsu Copen (type L880) est un coupé-cabriolet produit par le constructeur automobile japonais Daihatsu de 2002 à 2012. Une deuxième génération est commercialisée depuis 2014 mais exclusivement réservée au marché japonais.

## Présentation
Présentée sous forme de concept car au salon de l'automobile de Tokyo 2001, elle est lancée au Japon en 2002 et en Europe en 2003 en conduite à droite, puis en conduite à gauche à partir du salon de l'automobile de Francfort 2005 en septembre avec un nouveau moteur. Sa production prend fin en août 2012.
La Copen appartient au Japon à la catégorie des voitures-K, ou Keijidosha, mini voitures qui doivent, pour profiter de taxes allégées, rester sous les 3,40 m de long, sous 1,48 m de large et sous les 660 cm3 de cylindrée (JB-DET). Équipée d'un toit rigide escamotable en aluminium, la Copen est par ailleurs le plus petit coupé cabriolet du monde.

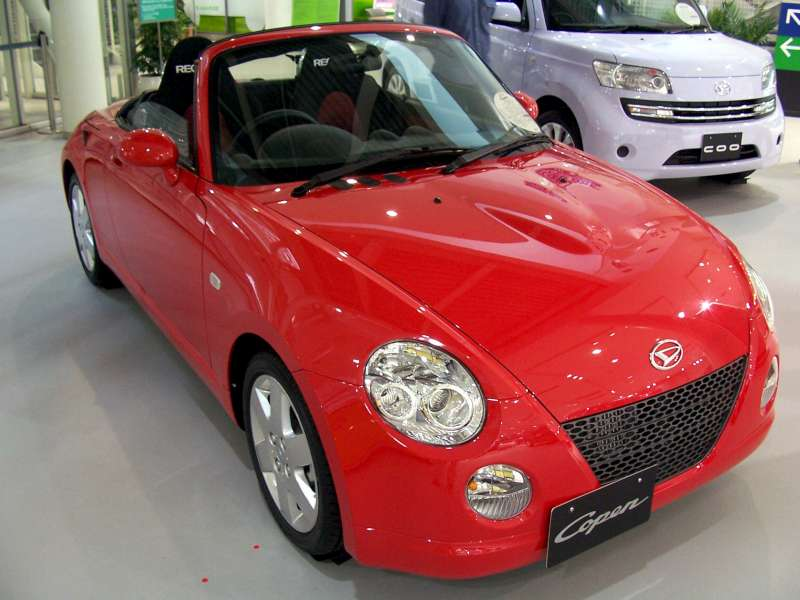
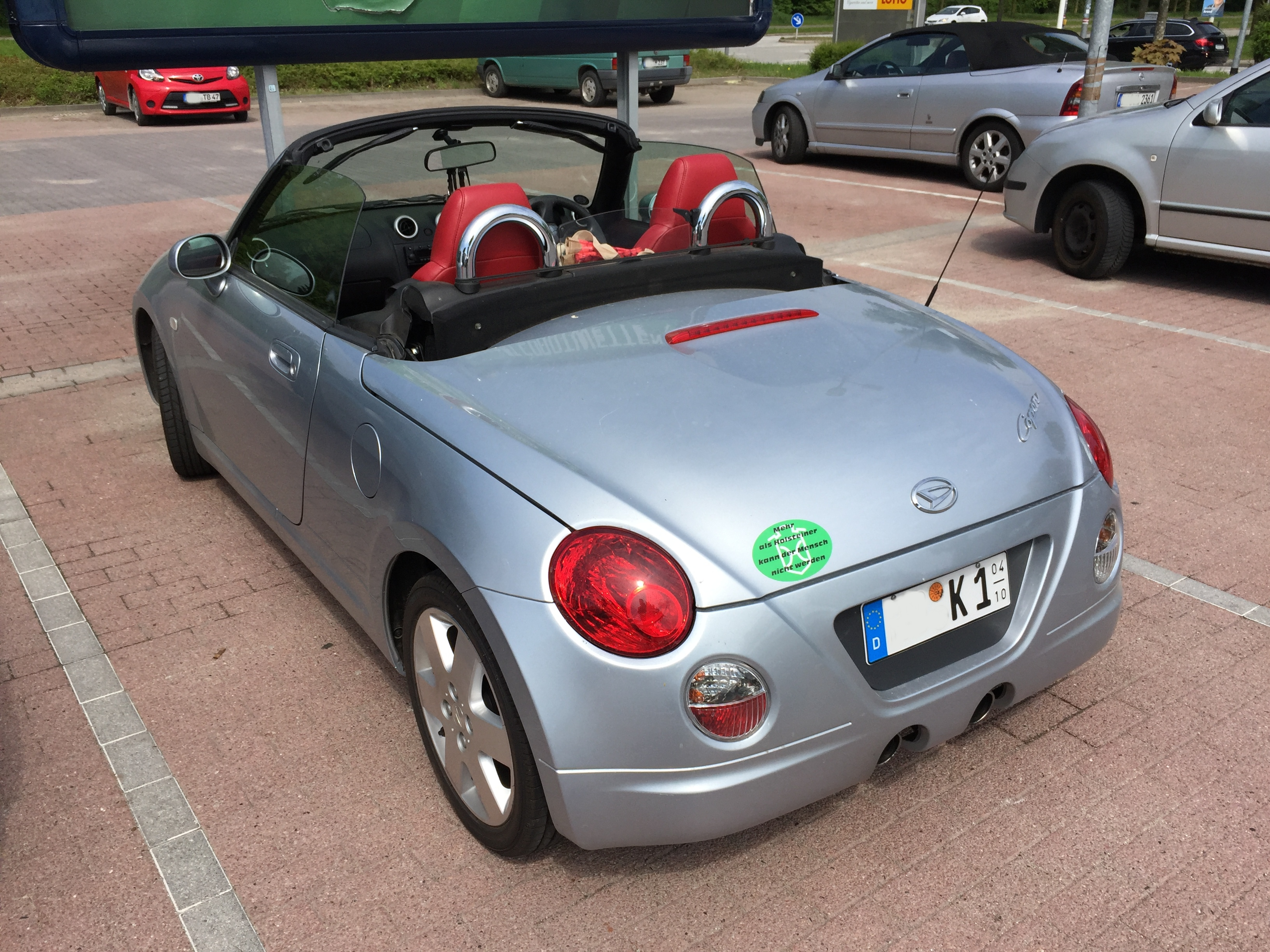
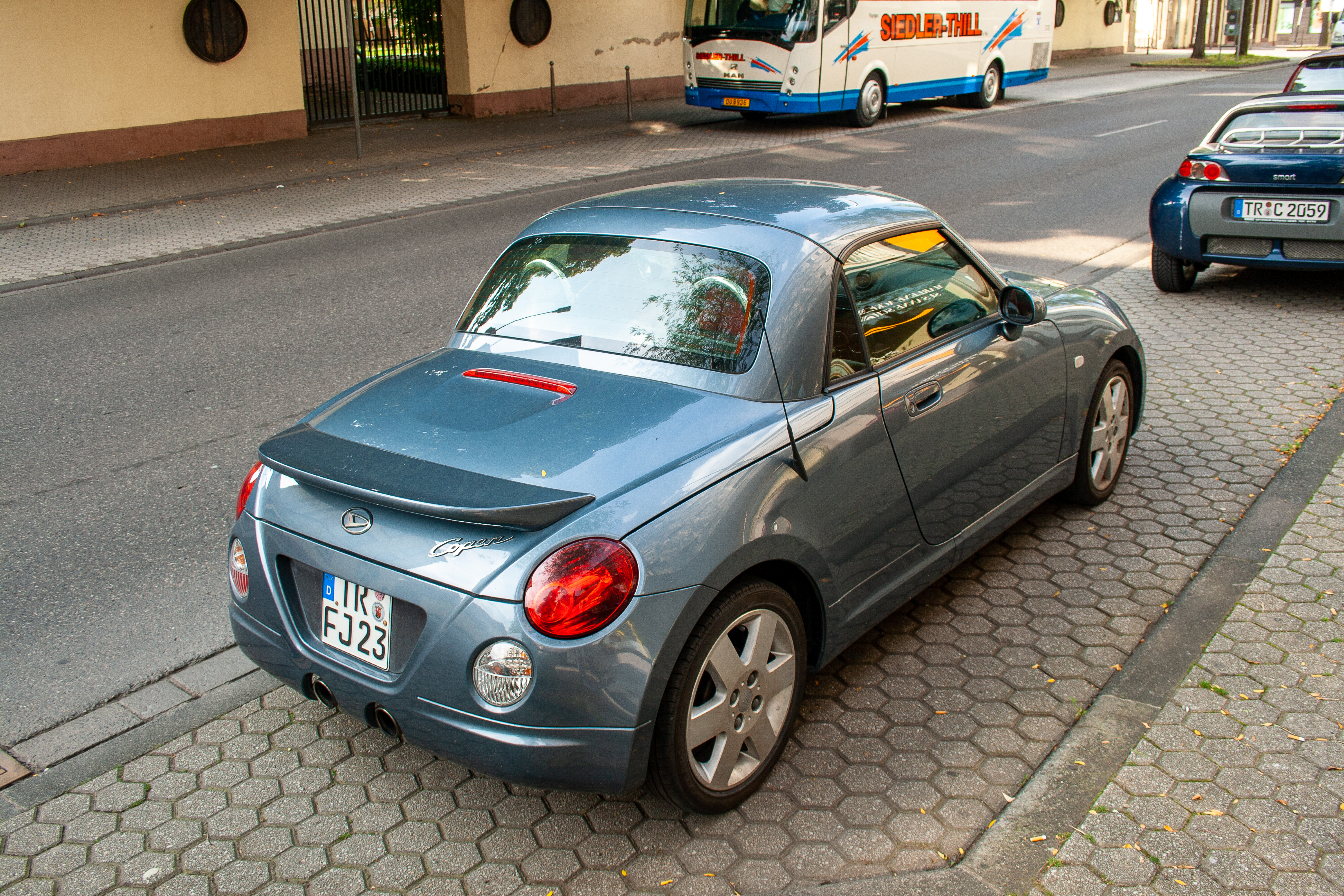
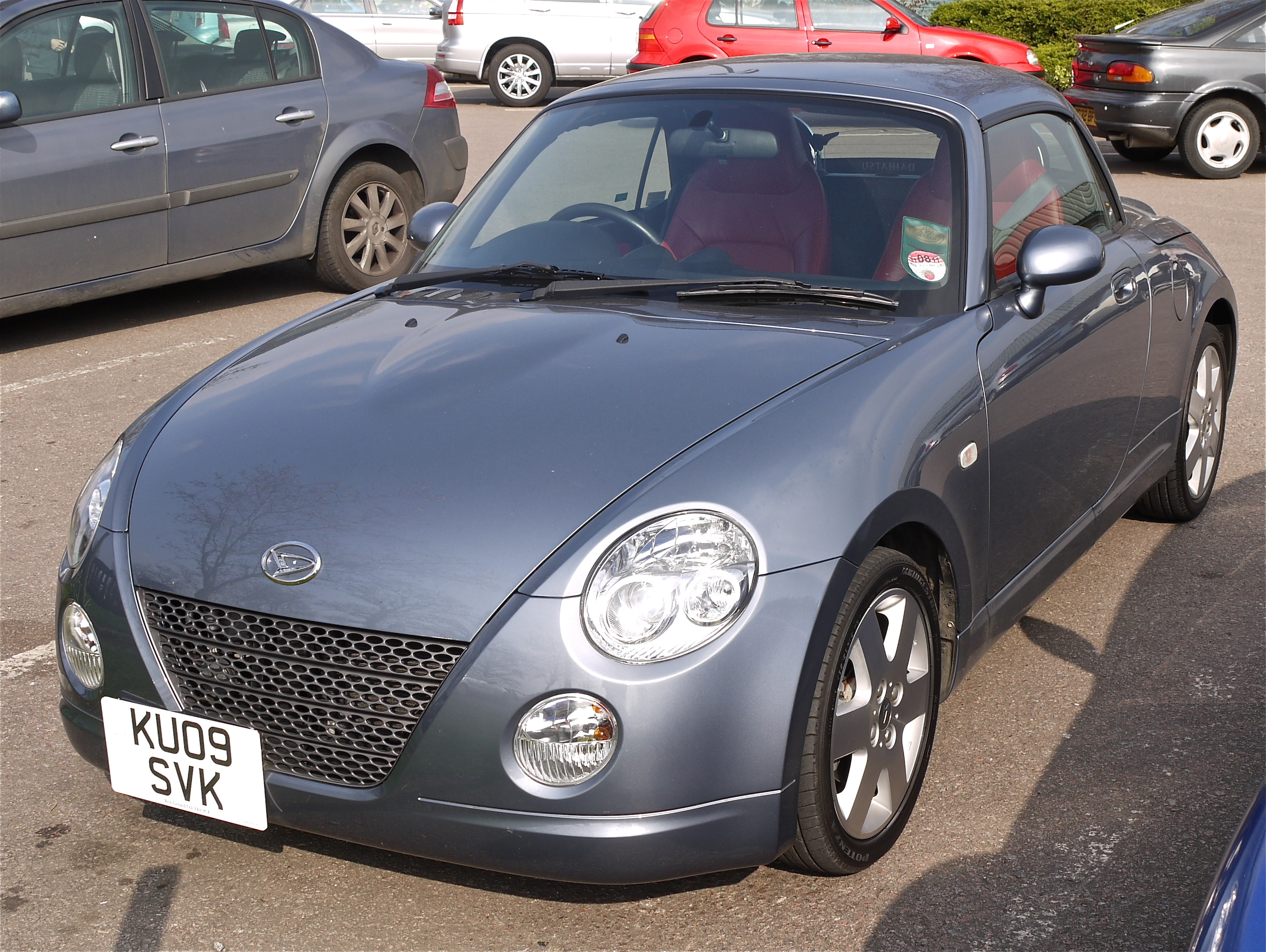

La Copen est une voiture du même type que la Suzuki Cappuccino et la Nissan Figaro.
Elle n'est plus importée en France depuis les normes Euro 5 mises à en place en janvier 2011.
Un nouveau projet de Daihatsu Copen (type LA400) stylisé par l'écurie de course Toyota Gazoo Racing est né en 2014 avec un aspect plus agressif mais restera toujours un petit cabriolet de poche.
En octobre 2023, le constructeur présente un concept car nommé Daihatsu Vision Copen au salon de l'automobile de Tokyo, préfigurant une seconde génération de la Copen.

## Caractéristiques techniques

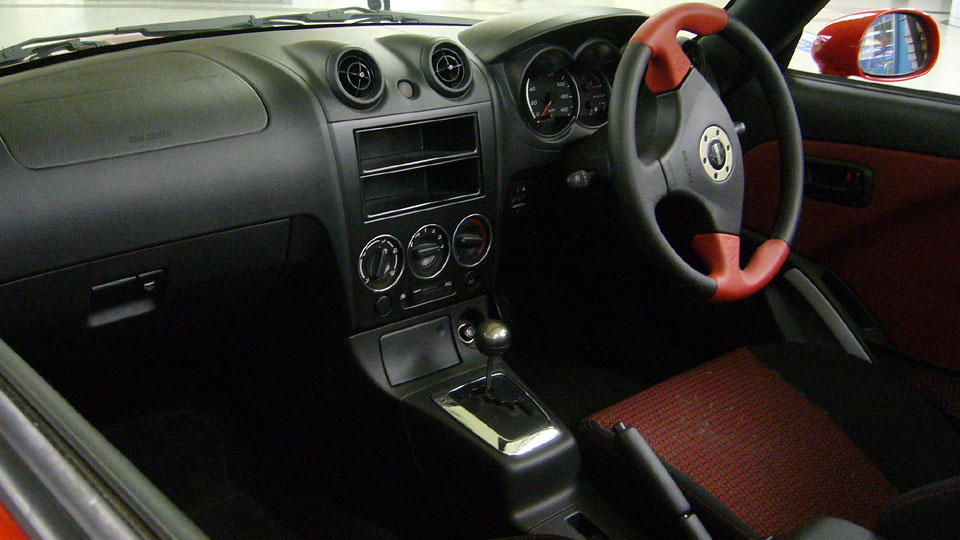
Planche de bord.

### Motorisations
Au lancement au Japon en 2002, la Copen est dotée d'un 4-cylindres turbo de 659 cm3 d'une puissance de 64 ch, puis 68 ch, accouplé à une boîte de vitesses manuelle à 5 rapports ou une boîte automatiques à 4 rapports. Elle est importée en Europe à partir de l'automne 2003 en boîte manuelle et conduite à droite. À partir d'avril 2006 la Copen bénéficie d'un volant côté gauche et reçoit un 4-cylindres de 1 298 cm3 (K3-VE) de 87 ch, à destination de l'Europe. Ainsi motorisée, la vitesse maximale passe de 155 km/h à 180 km/h.

## Anecdote
La Daihatsu Copen 1.3 est utilisée lors de l'émission La folle route en 2008 avec Magloire et Vincent McDoom.